# Кладбище нерождённых детей

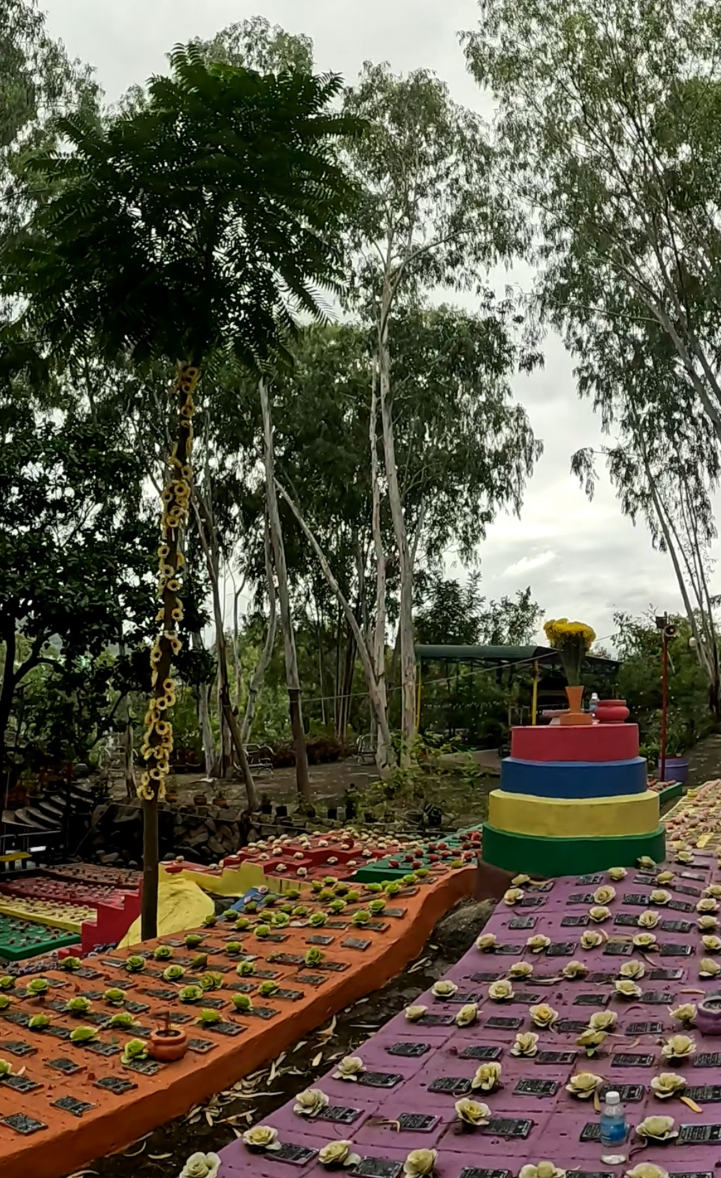
Общий вид кладбища

«Кла́дбище нерождённых дете́й» (вьет. Nghĩa trang Đồng Nhi) — кладбище для захоронения абортированных эмбрионов. Находится в городе Нячанг в провинции Кханьхоа во Вьетнаме.
Кладбище было устроено в 10 км к северу от центра Нячанга в июле 2004 года местным жителем Тонг Фыок Фуком (вьет. Tống Phước Phúc), католиком по вероисповеданию. В 2001 году его жена столкнулась с тяжёлыми родам. Вскоре после родов жены Фук начал забирать из клиники останки эмбрионов и хоронить на заднем дворе своего дома. Вначале и врачи, у которых он выпрашивал «абортивный материал», и соседи полагали, что мужчина сошёл с ума. В 2004 году Фук, работавший строителем, купил на свои сбережения участок земли у подножия горы Хонтхом (вьет. Hòn Thơm) под кладбище для абортированных плодов, останки которых он приносил из клиник, родильных домов и даже с помоек.
На кладбище было произведено более 10 000 захоронений, представляющих собой глиняные горшочки с песком. Со временем у Тонга нашлись помощники и жертвователи, а в находящейся поблизости пагоде ему пообещали присматривать за кладбищем, занимающим площадь в 11 000 м².
На кладбище Фук разговаривал с женщинами, приходившими помолиться о своих абортированным эмбрионах. Фук надеется, что посещение кладбища отвратило многих от совершения аборта. Он предлагает беременным еду и крышу в собственном доме, если эти женщины испытывают жизненные трудности, а после родов они могут оставить здесь ребёнка на неопределённый срок, если не в состоянии воспитывать его сами. В доме Фука проживает около двадцати спасённых детей, причём те, от которых отказались родные матери, были им усыновлены. Деятельность Тонга привлекла к нему общественное внимание. Помощь на содержание приюта поступает от католической и буддистской общин. Фука называют «отцом Вьетнама», в 2006 году президент страны Нгуен Минь Чьет отправил ему благодарственное письмо.